# L'Héritage kantien et la Révolution copernicienne
L'Héritage kantien et la Révolution copernicienne est un ouvrage du philosophe français Jules Vuillemin paru aux Presses universitaires de France en 1954.

## Le déplacement des concepts chez Kant
Le point de départ de ces[Lesquelles ?] réinterprétations est, selon Vuillemin, la critique adressée par la Phénoménologie de l'esprit de Hegel au système kantien. Dans l'étude de la « vision morale du monde », Hegel remarque en effet une contradiction dans le kantisme : « la philosophie de Kant [...] n'est pas une, mais deux » (p. 12).
D'un côté, Kant affirme en effet l'indépendance de la nature et de la liberté. La nature obéit à ses propres lois, auxquelles la liberté n'est pas soumise ; et la liberté se donne à elle-même ses principes d'action, auxquels la nature n'est pas soumise. Les deux notions appartiennent donc à deux champs radicalement distincts. C'est cette indépendance qui caractérise la liberté en tant que telle, et garantit sa « pureté » (p. 4). Le concept de « bonne volonté » préserve cette indépendance mutuelle de la nature et de la liberté.
D'un autre côté, la « bonne volonté » ne peut en rester à la simple intention. « Elle ne peut vouloir ne pas vouloir » (p. 3), mais doit au contraire tendre à s'actualiser ; elle ne peut pas rester indifférente à son actualisation dans le monde. Les postulats de la raison pratique (liberté, immortalité de l'âme, existence de Dieu) servent à garantir la synthèse entre sujet et objet, intention et actualisation, devoir et efficacité (p. 5). Le bonheur, schème de la moralité, montre que la nature doit pénétrer dans la réflexion morale (p. 5).
Ainsi, les deux conceptions sont antithétiques l'une de l'autre : « L'efficacité du devoir contredit sa pureté » (p. 4). Et si cette contradiction est passée inaperçue de nombreux lecteurs, c'est parce que Kant passe sans cesse d'un aspect à l'autre, selon de perpétuels « déplacements ».

## Héritage de ces déplacements chez Fichte, Cohen, Heidegger
Ces déplacements vont hanter « la pensée des héritiers du kantisme » (p. 11). Comment sauver la philosophie transcendantale de ses contradictions ? C'est à ce problème qu'ils s'efforceront d'apporter une solution ; l'histoire de ces solutions est inséparable, d'une part, de celle des interprétations de Kant, de l'autre, des systèmes de philosophie transcendantale. L'Héritage kantien entreprend le récit ordonné et systématique de cette histoire, en montrant comment les problèmes apparaissent nécessairement, de même que les types de solutions proposées à ces problèmes.
L'enjeu des « héritiers » de Kant est en effet de maintenir le geste transcendantal kantien contre sa critique hégélienne :
« On va donc chercher à systématiser Kant à partir d'un élément privilégié du système, supposé essentiel par l'interprétation, et on laissera de côté tout ce qui, ne s'accordant pas avec lui, risque de le contredire et de provoquer un déplacement. » (p. 12)
Trois conceptions sont examinées : 
1. Fichte pour le kantisme ;
2. Hermann Cohen pour le néo-kantisme ;
3. et Heidegger pour l'« existentialisme ».

Dans cette succession, Vuillemin observe que ces trois auteurs voyaient le noyau de la philosophie transcendantale en des endroits différents : 
1. Fichte dans la Dialectique transcendantale ;
2. Cohen dans l'Analytique transcendantale ;
3. Heidegger dans l'Esthétique.

Ainsi, l'interprétation du kantisme a parcouru la Critique de la raison pure à rebours, pour en déplacer l'accent : « Le plan de l'histoire et de la connaissance que notre travail veut en prendre se trouve donc préfiguré chez Kant lui-même » (p. 13).
Chez Fichte, dans le Premier Moment de la doctrine de la science (1794-1799),
« le déplacement du fini à l'infini sera évité à la condition de réduire l'affection de la chose en soi à un acte du Je pense impliqué dans le principe même de la possibilité de la conscience de soi. L'idéalisme absolu au sein du Moi fini en général, telle est la vision impliquée par cette conception de l'idéalisme transcendantal. » (p. 13)
Hermann Cohen, dans Logique de la connaissance pure, « part [...] des principes et non plus des idées, mais comme l'idéalisme absolu de la finitude il réduit le rôle dévolu à l'Esthétique et à l'intuition sensible. » (p. 13)
Quant à Heidegger, qui procède à l'interprétation « existentialiste », il « ne voit dans la Logique transcendantale tout entière, Dialectique et Analytique, que l'écorce véreuse du kantisme. » (p. 14)

## Tableau du déplacement des concepts
Vuillemin conclut les analyses de Fichte, Cohen et Heidegger par un schéma récapitulatif. La représentation tabulaire est un procédé qui traverse toute son œuvre, jouant le rôle de synthèse au terme de développements parfois longs et ardus.
|           | Métaphysique                                                     | Métaphysique                                                     | Méthode                                                                   | Méthode                                                                   | Théologie                                            | Théologie                                            |
| --------- | ---------------------------------------------------------------- | ---------------------------------------------------------------- | ------------------------------------------------------------------------- | ------------------------------------------------------------------------- | ---------------------------------------------------- | ---------------------------------------------------- |
|           | (Déplacement du centre copernicien : de l'idéalisme au réalisme) | (Déplacement du centre copernicien : de l'idéalisme au réalisme) | (Déplacement du point de vue de la connaissance : du pour-soi à l'en-soi) | (Déplacement du point de vue de la connaissance : du pour-soi à l'en-soi) | (Déplacement de l'homme à Dieu : du fini à l'infini) | (Déplacement de l'homme à Dieu : du fini à l'infini) |
| Fichte    | Genèse                                                           | Facticité                                                        | Réflexion vulgaire (originaire)                                           | Réflexion philosophique (dérivée)                                         | Moi fini en général                                  | Moi absolu                                           |
| H. Cohen  | Genèse transcendantale                                           | Facticité des sciences positives                                 | Connaissance                                                              | Pensée                                                                    | Principes (grandeur intensive)                       | Chose en soi                                         |
| Heidegger | Existentiel                                                      | Existential                                                      | Inauthentique                                                             | Authentique                                                               | Historicité (finie)                                  | Temporalité (éternelle)                              |

## Le destin de la philosophie transcendantale
Dans cette évolution, Vuillemin voit le destin de la philosophie transcendantale, conduite à se tourner de plus en plus vers la finitude :
« chaque interprétation nouvelle se dresse contre la précédente, qu'elle accuse d'être en réalité retournée à une « métaphysique de l'infini », c'est-à-dire à une situation philosophique non conforme aux exigences de la Révolution copernicienne et autorisant par conséquent les déplacements de concepts. L'histoire des interprétations et la descente vers l'intuition s'éprouvent donc tout naturellement comme l'approfondissement progressif du concept de la finitude. » (p. 14)
Plus généralement, cette évolution est selon Vuillemin symptomatique de la philosophie moderne, qui cherche à rompre avec la théologie, mais ne cesse de vouloir en prendre la place :
« À l'époque classique la philosophie se présentait comme le complément de la théologie. La philosophie moderne croit supprimer la religion quand, en réalité, elle veut en être le substitut. Car si elle découvre la finitude, elle dévoile aussi l'essence éternelle de cette finitude. » (p. 302)
Vuillemin diagnostique le principe de ce « grandiose échec » (p. 299) : ce peut être le « Cogito » lui-même, « reste de sacré qui provoque tous les déplacements » (p. 306). Le Cogito bloque en effet l'accès à l'histoire, qui est la « grande affaire de la philosophie » (p. 306). Si la philosophie procède, non à une « Révolution copernicienne », mais à une « Révolution ptolémaïque », elle pourra substituer « au Cogito humain dans un univers de dieux le travail humain dans le monde des hommes » (p. 306).
La conclusion de l'ouvrage explicite ainsi des vues que l'on peut deviner dès l'introduction. En valorisant l'objection hegelienne — ou du moins en la prenant au sérieux — contre le système kantien (p. 1-11), puis en opposant les méthodes « transcendantale » et « dialectique » (p. 9), Vuillemin prend en effet le parti d'une analyse systématique et extérieure, non d'une lecture engageant la subjectivité du lecteur. Il applique résolument la méthode dialectique à la philosophie transcendantale, et ainsi décentre cette dernière, l'arrache à ses modes d'interprétation traditionnels. La prise de parti finale en faveur de la philosophie historique n'est donc ni arbitraire ni surajoutée, mais s'inscrit au contraire dans le projet tout entier de l'ouvrage.